# Celso Castro
Celso Castro (La Coruña; 4 de agosto de 1962) es un escritor y poeta gallego que colabora en revistas de poesía como: Nordés, Clave Orión, ...; magacines literarios y culturales.

## Obra
Sus primeras publicaciones se encuentran bajo el seudónimo “M. de Verganza”, hasta que a partir del libro Dos noches empieza a publicar con su propio nombre. Escribe sin seguir un esquema previo, pone a un narrador a contar y la novela va surgiendo en una atmósfera que encuentra inspiración en su ciudad natal. En su obra los sentimientos, la parte emotiva, es el punto de unión de todo lo que sucede. Viene de la poesía, donde la utilización de las comas y los puntos es escasa, y lo mantiene en su narrativa. Le gusta la desnudez y sencillez de la palabra; llegando a prescindir del uso de las mayúsculas. Su obra es difícil de encasillar, pero podríamos decir que destaca por conseguir una voz propia e inconfundible que trasciende de las páginas del libro.

### Poesía
Se presenta parte de su obra en las antologías:
- Aldea poética I, con el seudónimo “M. de Verganza”, Editorial Opera Prima, 1997.[3]
- Aldea poética II, con el seudónimo “M. de Verganza”, Editorial Opera Prima, 2000.[4]

### Relato
- El amor es un cuento, su relato la cuervo con el seudónimo “M. de Verganza”, Editorial Opera Prima, 2000.[5]
- Mi madre es un pez, editorial libros del silencio, 2011.[6]
- Mi difusa enfermedad, Proyecto Lumbre nº 10, 2015.[7]

### Narrativa
- De las cornisas, con el seudónimo “M. de Verganza”, Editorial Opera Prima, 1995.

ya con su nombre:
- Dos noches, Editorial Opera Prima, 2001.
- el cerco de beatrice, ediciones del viento, 2007.
- el afinador de habitaciones, editorial libros del silencio, 2010.[8][9]
- astillas, editorial libros del silencio, 2011.
- entre culebras y extraños, ediciones destino, 2015.[10][11][12][13]
- sylvia, ediciones destino, 2017.[14]
- las brujas," ediciones destino, 2020.[15]

## Premios
- VI premio opera prima de nuevos narradores que concede la editorial española ópera prima, 2003.[16]